# Gorzesław
Gorzesław – wieś w Polsce położona w województwie dolnośląskim, w powiecie oleśnickim, w gminie Bierutów.

## Podział administracyjny
W latach 1975–1998 miejscowość administracyjnie należała do województwa wrocławskiego.

## Zabytki
Do wojewódzkiego rejestru zabytków wpisane są:
- kościół filialny pw. Matki Boskiej Szkaplerznej, z XIV w., końca XIX w.
- park, z połowy XIX w.